# Шоден
Шоден (фр. Chaudun) насеље је и општина у североисточној Француској у региону Пикардија, у департману Ен (Пикардија) која припада префектури Соасон.
По подацима из 2011. године у општини је живело 258 становника, а густина насељености је износила 30,28 становника/km². Општина се простире на површини од 8,52 km². Налази се на средњој надморској висини од 152 метара (максималној 157 m, а минималној 105 m).

## Демографија
| 1962. | 1968. | 1975. | 1982. | 1990. | 1999. | 2011. |
| ----- | ----- | ----- | ----- | ----- | ----- | ----- |
| 222   | 234   | 294   | 257   | 287   | 282   | 258   |

График промене броја становника у току последњих година